# Валя-Пержей (Тараклійський район)
Валя́-Перже́й (рум. Valea Perjei) — село в Тараклійському районі Молдови, утворює окрему комуну.
Село є етнічною територією проживання болгар. В поселенні є 2 школи, лікарня та 2 церкви (православна та баптистська).